# 正弦・余弦変換
数学におけるフーリエ正弦・余弦変換（せいげんよげんへんかん、英語: sine and cosine transforms）とは、連続フーリエ変換の特別なもので、それぞれ奇関数と偶関数の変換を行う際に自然に生じるものである。
一般的なフーリエ変換は
{\displaystyle F(\omega )={\mathcal {F}}(f)(\omega )={\frac {1}{\sqrt {2\pi }}}\int \limits _{-\infty }^{\infty }f(t)e^{-i\omega t}\,dt}
によって定義される。この積分にオイラーの公式を適用することにより
{\displaystyle F(\omega )={\frac {1}{\sqrt {2\pi }}}\int \limits _{-\infty }^{\infty }f(t)(\cos \,{\omega t}-i\,\sin {\,\omega t})\,dt}
が得られる。これは二つの積分の差として、次のように記述される:
{\displaystyle F(\omega )={\frac {1}{\sqrt {2\pi }}}\int \limits _{-\infty }^{\infty }f(t)\cos \,{\omega t}\,dt-{\frac {i}{\sqrt {2\pi }}}\int \limits _{-\infty }^{\infty }f(t)\sin \,{\omega t}\,dt.}
フーリエ正弦変換およびフーリエ余弦変換は、この式から導くことが出来る。

## フーリエ正弦変換
フーリエ正弦変換は、奇関数に対して連続フーリエ変換を行う際に自然に生じる。上述のような一般的なフーリエ変換において、もし f(t) が奇関数であるなら、積 f(t)cosωt も奇関数となる一方で、積 f(t)sinωt は偶関数となる。その積分区間が原点について対称（すなわち -∞ から +∞ まで）であるため、一つ目の積分はゼロとなり、二つ目の積分は
{\displaystyle F(\omega )=-i\,{\sqrt {\frac {2}{\pi }}}\int \limits _{0}^{\infty }f(t)\sin \,{\omega t}\,dt}
と簡略化される。これがすなわち奇関数 f(t) に対するフーリエ正弦変換である。その変換された関数 F(ω) もまた奇関数であることは明らかであり、一般的な逆フーリエ変換の解析と同様に、第二正弦変換
{\displaystyle f(t)=i\,{\sqrt {\frac {2}{\pi }}}\int \limits _{0}^{\infty }F(\omega )\sin \,{\omega t}\,d\omega }
を得ることが出来る。一般的な連続フーリエ変換に関する議論と同様に、変換の数値的な因数はそれらの積によってのみ一意に定められる。したがって、虚数単位 i および -i は除外することが出来、より一般的な形でのフーリエ正弦変換は
{\displaystyle F(\omega )={\sqrt {\frac {2}{\pi }}}\int \limits _{0}^{\infty }f(t)\sin \,{\omega t}\,dt}
および
{\displaystyle f(t)={\sqrt {\frac {2}{\pi }}}\int \limits _{0}^{\infty }F(\omega )\sin \,{\omega t}\,d\omega }
となる。

## フーリエ余弦変換
フーリエ余弦変換は、偶関数に対して連続フーリエ変換を行う際に自然に生じる。上述のような一般的なフーリエ変換において、もし f(t) が偶関数であるなら、積 f(t)cosωt も偶関数となる一方で積 f(t)sinωt は奇関数となる。積分区間が原点について対称であるため、二つ目の積分はゼロとなる一方で、一つ目の積分は
{\displaystyle F(\omega )={\sqrt {\frac {2}{\pi }}}\int \limits _{0}^{\infty }f(t)\cos \,{\omega t}\,dt}
と簡略化される。これが、偶関数 f(t) に対するフーリエ余弦変換である。変換された関数 F(ω) も偶関数であることは明らかで、一般的な逆フーリエ変換に対する解析と同様に、第二余弦変換
{\displaystyle f(t)={\sqrt {\frac {2}{\pi }}}\int \limits _{0}^{\infty }F(\omega )\cos \,{\omega t}\,d\omega }
を得ることが出来る。